# Gypsophila serpylloides
Gypsophila serpylloides är en nejlikväxtart som beskrevs av Pierre Edmond Boissier och Heldr. Gypsophila serpylloides ingår i släktet slöjor, och familjen nejlikväxter. Inga underarter finns listade i Catalogue of Life.